# Hwang Ye-sul
Dans ce nom coréen, le nom de famille, Hwang, précède le nom personnel.
Hwang Ye-sul, née le 2 novembre 1987, est une judokate sud-coréenne évoluant dans la catégorie des moins de 70 kg. Notamment double championne d'Asie, elle est cinquième aux Jeux olympiques d'été de 2012.

## Palmarès
| Année | Compétition                 | Lieu      | Résultat | Catégorie      |
| ----- | --------------------------- | --------- | -------- | -------------- |
| 2009  | Championnats d'Asie de judo | Taipei    | 3e       | Moins de 70 kg |
| 2010  | Jeux asiatiques             | Guangzhou | 1er      | Moins de 70 kg |
| 2011  | Championnats d'Asie de judo | Abou Dabi | 1er      | Moins de 70 kg |
| 2012  | Championnats d'Asie de judo | Tachkent  | 1er      | Moins de 70 kg |
| 2013  | Championnats d'Asie         | Bangkok   | 1er      | Moins de 70 kg |